# ۶۶۵ (خورشیدی)
۶۶۵ ششصد و شصت و پنجمین سال هجری خورشیدی است.